# تاوروس
تاوروس (بالألمانية: Taurus KEPD 350) هو صاروخ جوال ينطلق من الجو ألماني-سويدي. تصنع الصاروخ شركة تاوروس سيستمز. وتستخدمه ألمانيا وإسبانيا وكوريا الجنوبية. الشركة المصنعة هي شراكة بين إم بي دي أيه دويتشلاند وساب بوفورز داينامكس.
في مايو 2023، أعلنت وزارة الدفاع الألمانية أن أوكرانيا طلبت الصاروخ الجوال تاوروس، ضمن حزمة المساعدات العسكرية التي تقدمها ألمانيا لأوكرانيا خلال الغزو الروسي لأوكرانيا. في يونيو ويوليو 2023، أعلن المستشار أولاف شولتس ووزير الدفاع بوريس بيستوريوس أن ألمانيا لن تقدم لأوكرانيا صواريخ بعيدة المدى. وصرح وزير الخارجية الأوكراني أن بلاده لن تستخدم الصواريخ التي تحصل عليها من ألمانيا والولايات المتحدة في استهداف الأراضي الروسية.

## المشغلون
- ألمانيا
- إسبانيا
- كوريا الجنوبية